# Wapen van Ten Boer

Het wapen van Ten Boer

Het wapen van Ten Boer werd op 13 januari 1912 per koninklijk besluit door de Hoge Raad van Adel aan de Groningse gemeente Ten Boer toegekend. Op 6 november 1972 kreeg de gemeente officieel het recht om een gravenkroon op het wapen te voeren, maar zij deed dit zelf al sinds de jaren 1930.  Vanaf 2019 is het wapen niet langer als gemeentewapen in gebruik omdat de gemeente Ten Boer opging in de gemeente Groningen.

## Blazoenering
De blazoenering de beide wapens is op de kroon na gelijk. De blazoenering luidt als volgt:
Gevierendeeld; I en IV in keel twee schuingekruiste toegewende abtsstaven van goud; II en III in azuur drie golvende dwarsbalken van zilver. Het schild gedekt met een gouden kroon van drie bladeren en twee parels.
Het wapen is in vier kwartieren gedeeld. Het eerste en vierde kwartier zijn rood met daarop twee gouden, gekruiste bisschopsstaffen, waarvan de openingen naar elkaar toe wijzen. In het tweede en derde deel drie zilveren, gegolfde dwarsbalken op een blauwe ondergrond. Op het schild een gravenkroon.

## Symboliek
De vier abtsstaven staan voor vier kloosters die in de gemeente hebben gestaan en tevens zitting hadden in het bestuur van het waterschap Generale Zijlvest der Drie Delfzijlen. De golvende dwarsbalken staan voor datzelfde waterschap.

## Geschiedenis

Impressie van het voorstel

De gemeente Ten Boer vroeg in 1910 voor het eerst een wapen aan. Het wapen werd echter afgewezen omdat het te druk was en niet volgens de heraldische regels, het zou een raadselwapen zijn geweest. De tekst luidde als volgt:
Linksgeschuind van keel en azuur, het rechtervlak beladen met 4 abtsstaven van goud, uitkomende uit de deelingslijn; boven ieder van 3 dezer een vierpuntige ster van goud; in den rechterbovenhoek een boomstronk van sinopel vergezeld van 2 boompjes eveneens van sinopel; het linkervlak beladen met 3 golvende dwarsbalken van zilver; op den bovenrand van de derde twee zwemmende ganzen, op dien van de tweede een zwemmende gans van natuurlijke kleur. Het schild gedekt door een kroon.
Het wapen zou voor elke plaats in de gemeente een symbool hebben. Naast elke plaats werd ook een deel van de geschiedenis uitgebeeld. Omdat nieuwe raadselwapens niet zijn toegestaan, en omdat dit wapen veel te druk is volgens de regels van de heraldiek, werd dit wapen dus afgewezen. Na de afwijzing kwam de Hoge Raad van Adel met twee tegenvoorstellen waarvan de kleuren niet genoemd zijn:
1. een schild met daarop drie golvende dwarsbalken en een schildhoofd met daarin drie uitkomende abtsstaven
2. gedeeld twee gekruiste abtsstaven en drie golvende dwarsbalken.

Deze beide voorstellen werden door de gemeente afgewezen waarna de gemeente met twee aangepaste versies van het eigen voorstel kwam. Ditmaal niet schuin gedeeld, maar gekwartierd met daarop een hartschild, in de kwartieren alle symbolen uit het eerste wapen. En de ander was eveneens in vieren gedeeld maar zonder hartschild. Dit ontwerp was eenvoudiger met in I en IV gekruiste abtsstaven, in II een ploeg en in III drie golvende dwarsbalken. Dit wapen verschilt met het huidige wapen op het tweede kwartier waar nu ook de golvende dwarsbalken zijn geplaatst. Omdat de herkomst van de ploeg niet duidelijk is, werd na overleg met de gemeente het huidige wapen verleend in plaats van het wapen met de ploeg. 
Adorp
· Aduard
· Appingedam
· Baflo
· Bedum
· Beerta
· Bellingwedde
· Bellingwolde
· Bierum
· De Marne
· Delfzijl 
· Eemsmond
· Eenrum
· Ezinge
· Finsterwolde
· Grijpskerk
· Grootegast
· Haren
· Hefshuizen
· Hoogezand
· Hoogezand-Sappemeer
· Hoogkerk
· Kantens
· Kloosterburen
· Leek
· Leens
· Loppersum
· Marum
· Meeden
· Menterwolde
· Middelstum
· Midwolda
· Muntendam
· Nieuweschans
· Nieuwe Pekela
· Nieuwolda
· Noordbroek
· Noorddijk
· Oldehove
· Oldekerk
· Onstwedde
· Oosterbroek
· Oude Pekela
· Reiderland
· Sappemeer
· Scheemda
· Slochteren
· Stedum
· Ten Boer
· Termunten
· Uithuizen
· Uithuizermeeden
· Ulrum
· Usquert
· Vlagtwedde
· Warffum
· Wedde
· Wildervank
· Winschoten
· Winsum
· 't Zandt
· Zuidbroek
· Zuidhorn